# Мариус Неделку
Мариус Неделку (на румънски: Marius Nedelcu) е популярен румънски поп-певец и композитор.

## Биография
Той е роден на 31 юли 1976 г. в град Кампина, Румъния. 35-годишният изпълнител става световноизвестен с участието си в румънската поп-група „Акчент“. С тази музикална формация, Мариус Неделку завоюва вниманието на модерната поп и денс-аудитория в Европа, осъществявайки огромни по мащаби печалби от продажби на албуми. Румънският музикант работи шест години за оформянето на реномето на група Акчент в периода (2002 – 2008). През 2008 г., Мариус Неделку напуска групата и се отдава на самостоятелна солова кариера. През 2009 г. отново придобива огромна популярност с песента „Rain“, която реализира съвместно с младата поп-певица Giulia. През 2008 г., певецът издава своя дебютен самостоятелен албум By Myself, в който са включени десет песни – Doctor Mary, Lost, Never be (с участието на Cabron), Playback song, Rain (с участието наGiulia), Walk Away, Sex Toy, Yes or not, You now Y loved You. Певецът пише текстове и музика за някои от най-известните съвременни талантливи румънски певци – Giulia, Andrea Banica.